# Serie A - 1ª Divisione Nazionale 2012-2013
La Serie A - 1ª Divisione Nazionale 2012-2013 è stata la 44ª edizione del massimo campionato nazionale italiano di pallamano maschile.
Esso è stato organizzato direttamente, come di consueto, dalla Federazione Italiana Giuoco Handball.

L'SSV Bozen ha vinto il titolo per la seconda volta consecutiva.

Prima dell'inizio della stagione, in data 2 agosto 2012 la Pallamano Parma annuncia il ritiro dal campionato.

## Formula

### Stagione regolare
Per la stagione 2012/2013 la formula del campionato è stata completamente rivista.

Il campionato si è svolto tra 31 squadre ripartite in 3 gironi all'italiana (2 da 10 squadre e 1 da 11 squadre), con partite di andata e ritorno.

Per ogni incontro i punti assegnati in classifica erano così determinati:
- Tre punti per la squadra che avesse vinto l'incontro alla fine dei tempi regolamentari;
- Due punti per la squadra che avesse vinto l'incontro dopo i tiri di rigore;
- Un punto per la squadra che avesse perso l'incontro dopo i tiri di rigore;
- Zero punti per la squadra che avesse perso l'incontro alla fine dei tempi regolamentari.

Al termine della prima fase si sono qualificate per i play off scudetto le squadre classificate dal 1º al 3º posto nel girone composto da 11 squadre e le squadre classificate dal 1º al 2º posto più la 3ªmiglior classificata in quelli da 10; le squadre classificate all'ultimo posto in ciascun girone sono retrocesse in serie A2.

### Play off scudetto
I play off scudetto si sono disputati con la formula a eliminazione diretta. I quarti di finale si sono giocati al meglio delle tre gare, con la prima partita e l'eventuale bella in casa della squadra meglio classificata nella stagione regolare.

Semifinali e finale si sono disputate con partite di andata e ritorno.

## Girone A

### Squadre partecipanti
|                 |                          |             |                          |          |                        |
| Team            | Città                    | Sponsor     | Impianto                 | Capienza | Piaz. Stag. Prec.      |
| Bozen           | Bolzano                  | Loacker     | PalaGasteiner            | 500      | Campione d'Italia      |
| Brixen          | Bressanone (Bz)          | Forst       | Raiffeisen Arena         | 2000     | 7ª Serie A Élite       |
| Cassano Magnago | Cassano Magnago (Va)     |             | PalaTacca                | 800      | 1ª Serie A1 - Girone A |
| Emmeti          | Torri di Quartesolo (Vi) |             | PalaVillanova            | 650      | 6ª Serie A1 - Girone A |
| Estense Ferrara | Ferrara                  | SGM         | Palaboschetto            | 400      | 4ª Serie A1 - Girone A |
| Meran           | Merano (Bz)              | Indata      | Palestra "Karl Wolf"     | 500      | 3ª Serie A1 - Girone A |
| Mezzocorona     | Mezzocorona (Tn)         | Metallsider | PalaFornai               | 500      | 12ª Serie A Elite      |
| Pressano        | Lavis (Tn)               |             | PaLavis                  | 1500     | 4ª Serie A Elite       |
| Rovereto        | Rovereto (Tn)            | Solarplus   | Palasport "A. Marchetti" | 1300     | 1ª Serie A2 - Girone B |
| Trieste         | Trieste                  |             | PalaChiarbola            | 4000     | 6ª Serie A Élite       |

### Risultati
| andata | 1ª giornata                     | ritorno |
| ------ | ------------------------------- | ------- |
| 32-24  | Trieste - Cassano Magnago       | 25-20   |
| 27-28  | Merano - Pressano               | 17-27   |
| 36-28  | Mezzocororna - Handball Estense | 28-38   |
| 22-38  | Rovereto - Bolzano              | 22-43   |
| 24-34  | Emmeti - Bressanone             | 23-37   |

| andata | 4ª giornata                    | ritorno |
| ------ | ------------------------------ | ------- |
| 32-31  | Cassano Magnago - Mezzocororna | 24-25   |
| 28-21  | Rovereto - Merano              | 22-25   |
| 43-27  | Bolzano - Emmeti               | 35-21   |
| 32-29  | Handball Estense - Trieste     | 28-35   |
| 47-41  | Pressano - Bressanone          | 32-21   |

| andata | 7ª giornata                        | ritorno |
| ------ | ---------------------------------- | ------- |
| 28-25  | Trieste - Mezzocorona              | 29-31   |
| 32-33  | Pressano - Bolzano                 | 26-27   |
| 21-41  | Emmeti - Merano                    | 22-31   |
| 30-27  | Handball Estense - Cassano Magnago | 36-40   |
| 31-20  | Bressanone - Rovereto              | 24-25   |

| andata | 2ª giornata                | ritorno |
| ------ | -------------------------- | ------- |
| 28-26  | Cassano Magnago - Rovereto | 26-27   |
| 29-23  | Bolzano - Mezzocorona      | 32-27   |
| 31-30  | Handball Estense - Merano  | 28-27   |
| 30-25  | Pressano - Emmeti          | 28-17   |
| 28-31  | Bressanone - Trieste       | 26-28   |

| andata | 5ª giornata                   | ritorno |
| ------ | ----------------------------- | ------- |
| 34-26  | Pressano - Cassano Magnago    | 28-30   |
| 32-28  | Bressanone - Handball Estense | 32-30   |
| 27-34  | Trieste - Bolzano             | 29-41   |
| 27-26  | Emmeti - Rovereto             | 22-18   |
| 26-22  | Merano - Mezzocorona          | 22-27   |

| andata | 8ª giornata                | ritorno |
| ------ | -------------------------- | ------- |
| 24-33  | Emmeti - Cassano Magnago   | 21-35   |
| 27-29  | Merano - Trieste           | 20-28   |
| 23-29  | Mezzocorona - Bressanone   | 27-29   |
| 19-36  | Rovereto - Pressano        | 22-29   |
| 38-28  | Bolzano - Handball Estense | 28-26   |

| andata | 3ª giornata                  | ritorno |
| ------ | ---------------------------- | ------- |
| 27-34  | Trieste - Pressano           | 26-33   |
| 20-30  | Merano - Bolzano             | 21-34   |
| 35-28  | Bressanone - Cassano Magnago | 29-30   |
| 29-27  | Mezzocorona - Rovereto       | 36-35   |
| 20-32  | Emmeti - Handball Estense    | 25-40   |

| andata | 6ª giornata                 | ritorno |
| ------ | --------------------------- | ------- |
| 29-28  | Cassano Magnago - Merano    | 27-29   |
| 32-25  | Mezzocorona - Emmeti        | 32-25   |
| 16-30  | Rovereto - Trieste          | 16-27   |
| 34-25  | Bolzano - Bressanone        | 31-25   |
| 19-32  | Handball Estense - Pressano | 31-34   |

| andata | 9ª giornata                 | ritorno |
| ------ | --------------------------- | ------- |
| 32-25  | Pressano - Mezzcorona       | 32-28   |
| 37-36  | Bressanone - Merano         | 22-20   |
| 37-20  | Trieste - Emmeti            | 37-22   |
| 27-32  | Cassano Magnago - Bolzano   | 25-42   |
| 30-26  | Handball Estense - Rovereto | 32-19   |

### Classifica
|  | Pos. | Squadra              | Pt | G  | V  | VR | PR | P  | GF  | GS  | DR   |
|  | ---- | -------------------- | -- | -- | -- | -- | -- | -- | --- | --- | ---- |
|  | 1.   | Bozen                | 53 | 18 | 17 | 1  | 0  | 0  | 624 | 453 | +173 |
|  | 2.   | Pressano             | 46 | 18 | 14 | 1  | 2  | 1  | 574 | 463 | +111 |
|  | 3.   | Trieste              | 36 | 18 | 12 | 0  | 0  | 6  | 534 | 477 | +57  |
|  | 4.   | Estense Ferrara      | 28 | 18 | 9  | 0  | 1  | 8  | 547 | 538 | +11  |
|  | 5.   | Brixen               | 27 | 18 | 7  | 3  | 0  | 8  | 537 | 517 | +20  |
|  | 6.   | Mezzocorona          | 25 | 18 | 7  | 1  | 2  | 8  | 507 | 522 | -15  |
|  | 7.   | Cassano Magnago      | 23 | 18 | 7  | 1  | 0  | 10 | 511 | 534 | -23  |
|  | 8.   | Meran                | 16 | 18 | 5  | 0  | 1  | 12 | 468 | 492 | -24  |
|  | 9.   | Rovereto Vallagarina | 10 | 18 | 3  | 0  | 1  | 14 | 416 | 534 | -118 |
|  | 10.  | Emmeti               | 6  | 18 | 2  | 0  | 0  | 16 | 413 | 601 | -188 |

Legenda:

      Qualificate ai play-off scudetto
      Retrocessa in serie A2 2013-2014

## Girone B

### Squadre partecipanti
|                 |                      |           |                          |          |                        |
| Team            | Città                | Sponsor   | Impianto                 | Capienza | Piaz. Stag. Prec.      |
| Ambra           | Poggio a Caiano (Po) |           | EstraForum               | 2100     | 9ª Serie A Elite       |
| Bologna United  | Bologna              |           | PalaSavena               | 2700     | 10ª Serie A Elite      |
| Carpi           | Carpi (Mo)           |           | PalaPeruzzi              |          | 2ª Serie A1 - Girone A |
| Casalgrande     | Casalgrande (Re)     | Nuova Era | PalaKeope                |          | 5ª Serie A1 - Girone A |
| Castenaso       | Castenaso (Bo)       |           | Palasport Castenaso      |          | 2ª Serie A2 - Girone C |
| Cingoli         | Cingoli (Mc)         |           | Palasport "L. Quaresima" |          | 1ª Serie A2 - Girone D |
| Dorica Ancona   | Ancona               | Mosconi   | PalaVeneto               | 500      | 11ª Serie A Elite      |
| Farmigea        | Carrara (Ms)         |           | Palasport di Carrara     |          | 1ª Serie A2 - Girone C |
| Jchnusa Sassari | Sassari              |           | PalaRizzeddu             | 300      | 7ª Serie A1 - Girone A |
| Romagna         | Imola                |           | PalaCavina               |          | 1ª Serie A1 - Girone B |

### Risultati
| andata | 1ª giornata         | ritorno |
| ------ | ------------------- | ------- |
| 18-30  | Bologna - Romagna   | 29-39   |
| 26-33  | Cingoli - Sassari   | 15-29   |
| 33-23  | Farmigea - Ancona   | 31-34   |
| 34-19  | Ambra - Castenaso   | 31-27   |
| 17-23  | Casalgrande - Carpi | 25-32   |

| andata | 4ª giornata             | ritorno |
| ------ | ----------------------- | ------- |
| 41-25  | Romagna - Farmigea      | 31-27   |
| 38-26  | Ambra - Cingoli         | 33-21   |
| 27-32  | Castenaso - Casalgrande | 31-36   |
| 32-29  | Ancona - Bologna        | 28-25   |
| 31-30  | Sassari - Carpi         | 24-26   |

| andata | 7ª giornata           | ritorno |
| ------ | --------------------- | ------- |
| 30-32  | Bologna - Farmigea    | 35-33   |
| 36-30  | Sassari - Castenaso   | 34-26   |
| 29-23  | Casalgrande - Cingoli | 33-27   |
| 31-30  | Ancona - Romagna      | 28-27   |
| 28-29  | Carpi - Ambra         | 32-31   |

| andata | 2ª giornata           | ritorno |
| ------ | --------------------- | ------- |
| 24-25  | Romagna - Ambra       | 25-32   |
| 24-27  | Castenaso - Farmigea  | 16-29   |
| 33-21  | Ancona - Cingoli      | 33-25   |
| 33-16  | Sassari - Casalgrande | 28-24   |
| 34-24  | Carpi - Bologna       | 40-34   |

| andata | 5ª giornata         | ritorno |
| ------ | ------------------- | ------- |
| 29-30  | Sassari - Romagna   | 30-29   |
| 30-18  | Carpi - Ancona      | 29-31   |
| 37-28  | Bologna - Castenaso | 36-29   |
| 27-26  | Casalgrande - Ambra | 17-37   |
| 30-28  | Cingoli - Farmigea  | 26-30   |

| andata | 8ª giornata           | ritorno |
| ------ | --------------------- | ------- |
| 31-25  | Casalgrande - Romagna | 29-40   |
| 25-35  | Cingoli - Bologna     | 28-33   |
| 23-27  | Farmigea - Carpi      | 24-29   |
| 32-26  | Ambra - Sassari       | 35-37   |
| 29-31  | Castenaso - Ancona    | 34-35   |

| andata | 3ª giornata          | ritorno |
| ------ | -------------------- | ------- |
| 32-35  | Bologna - Sassari    | 27-33   |
| 28-29  | Cingoli - Castenaso  | 16-17   |
| 27-18  | Carpi - Romagna      | 24-28   |
| 23-27  | Farmigea - Ambra     | 24-31   |
| 28-29  | Casalgrande - Ancona | 29-36   |

| andata | 6ª giornata            | ritorno |
| ------ | ---------------------- | ------- |
| 41-19  | Romagna - Cingoli      | 36-19   |
| 26-31  | Farmigea - Casalgrande | 26-27   |
| 33-26  | Ambra - Bologna        | 36-32   |
| 23-27  | Castenaso - Carpi      | 23-31   |
| 31-30  | Ancona - Sassari       | 26-38   |

| andata | 9ª giornata           | ritorno |
| ------ | --------------------- | ------- |
| 38-32  | Sassari - Farmigea    | 33-32   |
| 39-19  | Carpi - Cingoli       | 33-20   |
| 36-37  | Bologna - Casalgrande | 30-34   |
| 34-24  | Romagna - Castenaso   | 33-24   |
| 25-27  | Ancona - Ambra        | 22-35   |

### Classifica
|  | Pos. | Squadra         | Pt | G  | V  | VR | PR | P  | GF  | GS  | DR   |
|  | ---- | --------------- | -- | -- | -- | -- | -- | -- | --- | --- | ---- |
|  | 1.   | Ambra           | 45 | 18 | 14 | 1  | 1  | 2  | 572 | 461 | +111 |
|  | 2.   | Jchnusa Sassari | 42 | 18 | 14 | 0  | 0  | 4  | 577 | 499 | +78  |
|  | 3.   | Carpi           | 42 | 18 | 13 | 1  | 1  | 3  | 541 | 442 | +99  |
|  | 4.   | Dorica Ancona   | 38 | 18 | 12 | 1  | 0  | 5  | 526 | 530 | -4   |
|  | 5.   | Romagna         | 33 | 18 | 11 | 0  | 0  | 7  | 561 | 471 | +90  |
|  | 6.   | Casalgrande     | 29 | 18 | 9  | 1  | 0  | 8  | 502 | 535 | -33  |
|  | 7.   | Bologna United  | 16 | 18 | 5  | 0  | 1  | 12 | 548 | 586 | -38  |
|  | 8.   | Farmigea        | 15 | 18 | 5  | 0  | 0  | 13 | 505 | 533 | -28  |
|  | 9.   | Castenaso       | 7  | 18 | 2  | 0  | 1  | 15 | 460 | 567 | -107 |
|  | 10.  | Cingoli         | 3  | 18 | 1  | 0  | 0  | 17 | 414 | 582 | -168 |

Legenda:

      Qualificate ai play-off scudetto
      Retrocessa in serie A2 2013-2014

## Girone C

### Squadre partecipanti
|                   |                        |                  |                                 |          |                      |
| Team              | Città                  | Sponsor          | Impianto                        | Capienza | Piaz. Stag. Prec.    |
| Città Sant'Angelo | Città Sant'Angelo (Pe) |                  | PalaCastagna                    |          | 3ª Serie A1 - Gir. B |
| Conversano        | Conversano (Ba)        | PlanetWin365     | Pala San Giacomo                | 3500     | 2ª Serie A Élite     |
| CUS Chieti        | Chieti                 |                  | Pala Santa Filomena             |          | 4ª Serie A1 - Gir. B |
| CUS Palermo       | Palermo                |                  | PalaCUS                         |          | 8ª Serie A1 - Gir. B |
| Fondi             | Fondi (Lt)             | Semat            | Palasport di Fondi              | 2000     | 2ª Serie A1 - Gir. B |
| Gaeta             | Gaeta (Lt)             | Geoter           | Pala San Pietro                 |          | 6ª Serie A1 - Gir. B |
| Junior Fasano     | Fasano (Br)            |                  | Palestra "F. Zizzi"             | 500      | 3ª Serie A Élite     |
| Lazio             | Roma                   |                  | Centro sportivo "Giulio Onesti" |          | 5ª Serie A1 - Gir. B |
| Noci              | Noci (Ba)              | Intini           | Pala De Luca                    | 500      | 5ª Serie A Élite     |
| Putignano         | Putignano (Ba)         |                  | Palestra "F. Zizzi"             | 500      | 1ª Serie A2 - Gir. E |
| Teramo            | Teramo                 | TeknoElettronica | Pala San Nicolò                 | 1500     | 8ª Serie A Élite     |

### Risultati
| andata | 1ª giornata                | ritorno |
| ------ | -------------------------- | ------- |
| 41-25  | Conversano - Chieti        | 37-34   |
| 47-26  | Noci - Lazio               | 37-27   |
| 33-28  | Teramo - Città Sant'Angelo | 31-27   |
| 35-29  | Gaeta - Putignano          | 29-31   |
| 36-29  | Fasano - Fondi             | 34-32   |

| andata | 4ª giornata              | ritorno |
| ------ | ------------------------ | ------- |
| 22-19  | Lazio - Putignano        | 29-27   |
| 28-25  | Fasano - Teramo          | 33-27   |
| 28-33  | Città Sant'Angelo - Noci | 33-26   |
| 31-29  | Chieti - Palermo         | 30-27   |
| 36-26  | Fondi - Gaeta            | 30-32   |

| andata | 7ª giornata                   | ritorno |
| ------ | ----------------------------- | ------- |
| 30-28  | Gaeta - Teramo                | 25-32   |
| 26-31  | Palermo - Noci                | 27-21   |
| 27-31  | Conversano - Fasano           | 26-29   |
| 34-33  | Fondi - Chieti                | 31-27   |
| 28-31  | Putignano - Città Sant'Angelo | 23-35   |

| andata | 10ª giornata       | ritorno |
| ------ | ------------------ | ------- |
| 28-27  | Palermo - Gaeta    | 31-26   |
| 40-22  | Noci - Fondi       | ---     |
| 36-26  | Fasano - Putignano | 41-18   |
| 42-28  | Teramo - Chieti    | 28-23   |
| 33-19  | Conversano - Lazio | 39-30   |

| andata | 2ª giornata               | ritorno |
| ------ | ------------------------- | ------- |
| 27-36  | Putignano - Conversano    | 24-31   |
| 28-26  | Fondi - Palermo           | 32-25   |
| 27-30  | Lazio - Teramo            | 26-32   |
| 41-30  | Città Sant'Angelo - Gaeta | 37-31   |
| 22-36  | Chieti - Fasano           | 23-38   |

| andata | 5ª giornata                 | ritorno |
| ------ | --------------------------- | ------- |
| 32-30  | Gaeta - Chieti              | 22-38   |
| 19-31  | Lazio - Fondi               | 28-32   |
| 33-42  | Palermo - Città Sant'Angelo | 27-37   |
| 35-29  | Conversano - Teramo         | 28-27   |
| 22-30  | Noci - Fasano               | 20-40   |

| andata | 8ª giornata               | ritorno |
| ------ | ------------------------- | ------- |
| 40-17  | Fasano - Gaeta            | 38-27   |
| 28-27  | Chieti - Putignano        | 43-31   |
| 28-25  | Noci - Conversano         | 24-43   |
| 30-20  | Teramo - Palermo          | 27-26   |
| 36-27  | Città Sant'Angelo - Lazio | 29-25   |

| andata | 11ª giornata               | ritorno |
| ------ | -------------------------- | ------- |
| 30-38  | Chieti - Città Sant'Angelo | 26-30   |
| 28-34  | Putignano - Noci           | ---     |
| 33-31  | Fondi - Teramo             | 35-31   |
| 26-34  | Gaeta - Conversano         | 36-41   |
| 22-33  | Lazio - Palermo            | 30-33   |

| andata | 3ª giornata                | ritorno |
| ------ | -------------------------- | ------- |
| 28-26  | Palermo - Putignano        | 34-25   |
| 31-26  | Fasano - Città Sant'Angelo | 36-26   |
| 36-26  | Conversano - Fondi         | 40-36   |
| 28-32  | Gaeta - Lazio              | 31-30   |
| 32-23  | Noci - Chieti              | 31-36   |

| andata | 6ª giornata                    | ritorno |
| ------ | ------------------------------ | ------- |
| 25-20  | Chieti - Lazio                 | 32-31   |
| 27-31  | Città Sant'Angelo - Conversano | 26-38   |
| 29-21  | Fasano - Palermo               | 32-26   |
| 42-23  | Fondi - Putignano              | 33-24   |
| 31-29  | Teramo - Noci                  | 30-28   |

| andata | 9ª giornata               | ritorno |
| ------ | ------------------------- | ------- |
| 29-28  | Gaeta - Noci              | 35-31   |
| 22-30  | Putignano - Teramo        | 25-35   |
| 39-23  | Conversano - Palermo      | 30-20   |
| 22-33  | Lazio - Fasano            | 22-37   |
| 29-26  | Fondi - Città Sant'Angelo | 39-38   |

### Classifica
|  | Pos. | Squadra           | Pt | G  | V  | VR | PR | P  | GF  | GS  | DR   |
|  | ---- | ----------------- | -- | -- | -- | -- | -- | -- | --- | --- | ---- |
|  | 1.   | Junior Fasano     | 54 | 18 | 18 | 0  | 0  | 0  | 618 | 442 | +176 |
|  | 2.   | Conversano        | 48 | 18 | 16 | 0  | 0  | 2  | 622 | 495 | +127 |
|  | 3.   | Fondi             | 37 | 18 | 11 | 2  | 0  | 5  | 588 | 535 | +53  |
|  | 4.   | Teramo            | 34 | 18 | 11 | 0  | 1  | 6  | 548 | 499 | +49  |
|  | 5.   | Città Sant'Angelo | 31 | 18 | 10 | 0  | 1  | 7  | 580 | 548 | +32  |
|  | 6.   | CUS Chieti        | 21 | 18 | 7  | 0  | 0  | 11 | 528 | 574 | -46  |
|  | 7.   | CUS Palermo       | 18 | 18 | 6  | 0  | 0  | 12 | 490 | 543 | -53  |
|  | 8.   | Gaeta             | 15 | 18 | 5  | 0  | 0  | 13 | 510 | 606 | -96  |
|  | 9.   | Lazio             | 9  | 18 | 3  | 0  | 0  | 15 | 461 | 560 | -99  |
|  | 10.  | Putignano         | 3  | 18 | 1  | 0  | 0  | 17 | 455 | 598 | -143 |
|  | 11.  | Noci              | 0  | 0  | 0  | 0  | 0  | 0  | 0   | 0   | 0    |

Legenda:

      Qualificate ai play-off scudetto
      Retrocessa in serie A2 2013-2014

## Play off scudetto

### Tabellone principale
|  | Quarti di finale | Quarti di finale | Quarti di finale | Quarti di finale | Quarti di finale |  |  | Semifinali | Semifinali    | Semifinali | Semifinali | Semifinali |    |    | Finale | Finale | Finale | Finale | Finale |  |
|  |                  |                  |                  |                  |                  |  |  |            |               |            |            |            |    |    |        |        |        |        |        |  |
|  | 1                | Bozen            | Bozen            | 44               | 36               |  |  |            |               |            |            |            |    |    |        |        |        |        |        |  |
|  | 8                | Jchnusa Sassari  | Jchnusa Sassari  | 32               | 28               |  |  | 1          | Bozen         | 31         | 20         | 51         |    |    |        |        |        |        |        |  |
|  | 4                | Junior Fasano    | 28               | 18               | 28               |  |  | 4          | Junior Fasano | 25         | 24         | 49         |    |    |        |        |        |        |        |  |
|  | 5                | Carpi            | 26               | 19               | 21               |  |  |            |               |            |            |            |    |    | 1      | Bozen  | 33     | 23     | 56     |  |
|  | 2                | Conversano       | Conversano       | 29               | 24               |  |  |            |               | 7          | Pressano   | 24         | 26 | 50 |        |        |        |        |        |  |
|  | 7                | Pressano         | Pressano         | 31               | 31               |  |  | 7          | Pressano      | 35         | 27         | 62         |    |    |        |        |        |        |        |  |
|  | 3                | Ambra            | Ambra            | 40               | 34               |  |  | 3          | Ambra         | 31         | 30         | 61         |    |    |        |        |        |        |        |  |
|  | 6                | Fondi            | Fondi            | 27               | 29               |  |  |            |               |            |            |            |    |    |        |        |        |        |        |  |

### Risultati

#### Quarti di finale
| Squadra 1     | Squadra 2       | Gara 1                          | Gara 2                | Gara 3               |
| ------------- | --------------- | ------------------------------- | --------------------- | -------------------- |
| Bozen         | Jchnusa Sassari | Bolzano, 11 apr. 2013           | Sassari, 20 apr. 2013 |                      |
| Bozen         | Jchnusa Sassari | 44 – 32                         | 36 – 28               |                      |
| Junior Fasano | Carpi           | Fasano, 13 apr. 2013            | Carpi, 20 apr. 2013   | Fasano, 24 apr. 2013 |
| Junior Fasano | Carpi           | 28 – 26                         | 18 – 19               | 28 – 21              |
| Conversano    | Pressano        | Conversano, 13 apr. 2013        | Lavis, 18 apr. 2013   |                      |
| Conversano    | Pressano        | 29 – 31                         | 24 – 31               |                      |
| Ambra         | Fondi           | Borgo San Lorenzo, 13 apr. 2013 | Fondi, 20 apr. 2013   |                      |
| Ambra         | Fondi           | 40 – 27                         | 34 – 29               |                      |

#### Semifinali
| Squadra 1 | Squadra 2     | Andata                   | Ritorno             |
| --------- | ------------- | ------------------------ | ------------------- |
| Bozen     | Junior Fasano | Bolzano, 4 mag. 2013     | Fasano, 9 mag. 2013 |
| Bozen     | Junior Fasano | 31 – 25                  | 20 – 24             |
| Pressano  | Ambra         | Mezzocorona, 3 mag. 2013 | Prato, 11 mag. 2013 |
| Pressano  | Ambra         | 35 – 31                  | 27 – 30             |

#### Finale
| Squadra 1 | Squadra 2 | Andata                | Ritorno             |
| --------- | --------- | --------------------- | ------------------- |
| Bozen     | Pressano  | Bolzano, 16 mag. 2013 | Lavis, 23 mag. 2013 |
| Bozen     | Pressano  | 33 – 24               | 23 – 26             |

## Classifica marcatori
| Giocatore            | Squadra           | Reti |
| -------------------- | ----------------- | ---- |
| Vuk Milošević        | Teramo            | 190  |
| Uroš Krašovec        | CUS Palermo       | 181  |
| Petras Raupenas      | Ambra             | 159  |
| Francesco Rigante    | Città Sant'Angelo | 149  |
| Paulo Da Silva       | Pressano          | 145  |
| Alex Castillo        | Dorica Ancona     | 140  |
| Filipovic Antonio    | Gaeta             | 140  |
| Francesco Masia      | Jchnusa Sassari   | 140  |
| Vito Vaccaro         | Teramo            | 137  |
| Gianni Dei           | Ambra             | 134  |
| Francesco Rubino     | Junior Fasano     | 132  |
| Dalibor Djordjiević  | Fondi             | 130  |
| David Česo           | Romagna           | 130  |
| Alejó Carrara        | Jchnusa Sassari   | 127  |
| Adriano Di Maggio    | Pressano          | 126  |
| Umberto Giannoccaro  | Junior Fasano     | 124  |
| Pasquale Maione      | Bozen             | 122  |
| Željko Beharević     | Junior Fasano     | 121  |
| Baldassarre D'Angelo | Lazio             | 121  |
| Martín Molineri      | Fondi             | 120  |
| Mirko Nikolič        | Brixen            | 119  |
| Demis Radovčić       | Bozen             | 117  |
| Alessandro Dallago   | Pressano          | 112  |
| Zoran Radojević      | Carpi             | 112  |
| Luca Maraldi         | Ambra             | 110  |
| Roberto Pieragostino | CUS Chieti        | 110  |
| Slaven Brdar         | Noci              | 106  |
| Claudio Presutti     | Città Sant'Angelo | 106  |